# S/MIME
S/MIME, acronimo di Secure/Multipurpose Internet Mail Extensions è uno standard per la crittografia a chiave pubblica e la firma digitale di messaggi di posta elettronica in formato MIME, adottato dai moderni client di posta. MIME, descritto nel RFC 1341, permette di inserire in un qualsiasi messaggio di posta elettronica oltre al semplice testo contenuti multimediali, quali immagini, video e audio.
Fu sviluppato dalla RSA Data Security Inc. basato sullo standard PKCS#7 per il formato dei dati ed X.509v3 per il formato dei certificati digitali. Attualmente è arrivato alla versione 3.1.

## Caratteristiche
S/MIME offre gli stessi servizi di PGP, ma adotta formati diversi ed incompatibili. Diversamente da PGP, che usa un sistema web of trust per la distribuzione delle chiavi pubbliche, i corrispondenti che usano S/MIME necessitano di una Certification Authority, che compie diverse operazioni di autenticazione e validazione del richiedente fino al rilascio di un certificato digitale.
Gli algoritmi usati sono:
- SHA-1 o MD5 per il digest
- DSS o digest+RSA per firma digitale
- Diffie-Hellman per scambio chiavi
- 3DES con 3 chiavi o RC2/40 per cifratura del messaggio.

Due caratteristiche fondamentali sono la firma digitale e la "busta digitale" (digital envelope): la chiave simmetrica utilizzata per crittografare il messaggio viene cifrata con la chiave pubblica del destinatario e inviata assieme al messaggio stesso. Oltre a garantire l'integrità e la riservatezza del messaggio, S/MIME prevede l'autenticazione del proprietario di una chiave pubblica tramite certificati digitali X.509. 
La versione originale di S/MIME venne proposta da RSA Data Security nel 1996 e si basa sulle specifiche PKCS da essa prodotte, ma nel 1997 IETF affermò di non voler accettare S/MIME come RFC a causa del fatto che la cifratura definita nel protocollo originale (RC2 a 40bit) era una tecnologia proprietaria. Successivamente RSA rinunciò a diversi diritti sul protocollo e IETF formò un gruppo di lavoro per produrre una versione 3, che originò una serie di RFC: 2632, 2633 e 2634 (S/MIME v.3) nel 1999, 3851 (S/MIME v.3.1) nel luglio 2004, 5751 (S/MIME v.3.2) nel gennaio 2010.
Inoltre l'utilizzo di S/MIME non è limitato alla posta elettronica, infatti esso permette di scambiare in modo sicuro messaggi tramite qualsiasi meccanismo in grado di trasportare dati MIME, come ad esempio HTTP.
Siccome, nel 1998, era protetto da brevetto e sottoposto a restrizioni di esportazione dagli USA fu sviluppato OpenPGP.
Insieme a OpenPGP fa parte dei più importanti standards per la crittografia di posta elettronica.